# الکساندر زورنیگر
الکساندر زورنیگر (انگلیسی: Alexander Zorniger؛ زادهٔ ۸ اکتبر ۱۹۶۷) بازیکن فوتبال اهل آلمان است.